# Minota
Minota is een geslacht van kevers uit de familie bladkevers (Chrysomelidae).
De wetenschappelijke naam van het geslacht werd in 1859 gepubliceerd door Kutschera.

## Soorten
- Minota alpina Biondi, 1987
- Minota carpathica Heikertinger, 1911
- Minota halmae Apfelbeck, 1906
- Minota himalayensis Scherer, 1989
- Minota impuncticollis Allard, 1860
- Minota obesa Waltl, 1839
- Minota schereri Medvedev, 2004
- Minota sichuanica Chen & Wang, 1980
- Minota stussineri Weise, 1893